# Niob(III)-iodid
Niob(III)-iodid ist eine chemische Verbindung des Niobs aus der Gruppe der Iodide.

## Gewinnung und Darstellung
Niob(III)-iodid kann durch Reduktion von Niob(V)-iodid mit Wasserstoff oder Aluminium oder durch Disproportionierung von Niob(IV)-iodid gewonnen werden.
{\displaystyle \mathrm {3\ NbI_{5}+2\ Al\longrightarrow 3\ NbI_{3}+2\ AlI_{3}} }{\displaystyle \mathrm {2\ NbI_{4}\longrightarrow NbI_{3}+NbI_{5}} }